# Bullfell Beck
Der Bullfell Beck ist ein Wasserlauf im Lake District, Cumbria, England. Er entsteht an der Ostseite des Bowscale Fell und fließt in östlicher Richtung bis zu seiner Mündung in den River Glenderamackin.